# Pascaline Bongo Ondimba
Pascaline Mferri Bongo Ondimba (sinh ngày 10 tháng 4 năm 1957 ) là một chính trị gia người Gabon. Dưới thời cha bà, Tổng thống Omar Bongo, bà là Bộ trưởng Bộ Ngoại giao từ năm 1992 đến 1994 và Giám đốc Nội các của Tổng thống từ năm 1994 đến 2009.

## Bối cảnh và sự nghiệp chính trị
Sinh ra tại Franceville, Gabon, năm 1956, Pascaline Bongo là con gái lớn của Omar Bongo và Louise Mouyabi Moukala.
Pascaline Bongo được bổ nhiệm làm Cố vấn cá nhân cho Tổng thống Cộng hòa vào năm 1987  và gia nhập chính phủ với tư cách là Bộ trưởng Bộ Ngoại giao vào tháng 6 năm 1991. Tổng thống Bongo đã ủy thác Bộ Ngoại giao cho người thân từ năm 1981. Người tiền nhiệm trực tiếp của Pascaline trong bài viết đó là anh trai cùng cha khác mẹ của bà Ali Bongo, người trẻ hơn Pascaline vài tuổi và đã không đủ tư cách cho chức vụ bộ trưởng theo yêu cầu của hiến pháp. Trong bài phát biểu đầu tiên tại Liên Hợp Quốc vào năm 1991, bà đã ca ngợi việc trục xuất lực lượng Iraq khỏi Kuwait và bày tỏ lo ngại về bạo lực ở Nam Phi. Bà hoan nghênh những cải cách ở Nam Phi, nhưng cũng nhấn mạnh rằng cần có thêm các bước để loại bỏ hoàn toàn hệ thống apartheid. Ghi nhận sự sụp đổ của chủ nghĩa xã hội ở các quốc gia Hiệp ước Warsaw, bà nói rằng thế giới đang chứng kiến sự thay đổi nhanh chóng, nhưng bà nhấn mạnh quan điểm của Gabon rằng khoảng cách kinh tế giữa các nước phát triển và đang phát triển — "phía bắc" và "phía nam" — là "thực tế" vấn đề".
Pascaline Bongo vẫn là Bộ trưởng Bộ Ngoại giao cho đến tháng 3 năm 1994, khi Tổng thống Bongo bổ nhiệm Jean Ping thay thế bà. Ông bổ nhiệm Pascaline làm Giám đốc Nội các của Tổng thống tại thời điểm đó.
Sau cái chết của cha bà vào tháng 6 năm 2009, anh trai cùng cha khác mẹ của bà Ali đã được bầu làm Tổng thống; Ngay sau khi nhậm chức, Ali chuyển Pascaline từ chức vụ Giám đốc Nội các của Tổng thống sang chức vụ Đại diện cá nhân cao của Nguyên thủ quốc gia vào ngày 17 tháng 10 năm 2009. Trong những năm sau đó, Pascaline và Ali có mối quan hệ gây tranh cãi.
Vào tháng 10 năm 2023, văn phòng công tố Paris thông báo rằng Pascaline Bongo sẽ bị xét xử vào đầu năm 2024 cùng với công ty Egis Route, một công ty con của tập đoàn xây dựng Egis của Pháp, và 5 người khác vì nghi ngờ tham nhũng liên quan đến các hợp đồng công ở Gabon vào năm 2010 và 2011.

## Cuộc sống cá nhân
Pascaline Bongo từng hẹn hò với ca sĩ Bob Marley vào năm 1980-81, và nói về mối quan hệ trong bộ phim tài liệu <i id="mwHg">Marley</i> (2012).
Pascaline Bongo có mối quan hệ với Jean Ping vào cuối những năm 1980 và đầu những năm 1990; Hai người có hai con. Bà sau đó có thêm một đứa con với người đàn ông khác. Tuy nhiên, Ping đã kết hôn và không muốn ly dị vợ. Cuối cùng, vào năm 1995, Bongo kết hôn với Paul Toungui, một thành viên nổi bật của chính phủ.